# Тервинги
Тервингите (Tervingi, Teruingi, Thervingi; мн.ч. "Tervings" или "Thervings") са готско племе, обитавало Дунавската равнина и земите, разположени западно от р. Днестър през 3 и 4 век.
Влизат в контакт с гревтунгите на изток от Днестър. По-късно се наричат вестготи.
Тръгват да грабят в Римската империя (по-късно и Византийската империя) и по р. Дунав.
През 269 г. между тях и Римската империя се състои битката при Ниш.
През 376 г. заради опасността от атаки на хуните те се заселват на юг от Дунав.
През 378 г. тервингите с командир Алавив участват в битката при Адрианопол.
В Мизия епископ Вулфила (310 – + 383) написва готската азбука и превежда библията от гръцки на готски език, т.нар. Библия на Вулфила.
Техните известни крале:
- Атанарих (369–381)
- Ротестей (подкрал)
- Вингурик (подкрал)

Вождове:
- Алавив (376)
- Фритигерн (376–380)